# Rozprza
Rozprza é uma cidade localizada no centro da Polônia. Pertence à voivodia de Łódź, condado de Piotrków. É a sede da comuna urbana-rural de Rozprza. Está situada nos rios Bogdanówka e Luciąża.
A vila recebeu o foral de cidade antes de 1272. Originalmente, Rozprza pertencia à província de Łęczyca e ao Ducado de Łęczyca como sede da castelania de Rozpierz, que no século XIII tornou-se parte do Ducado de Sieradz e depois à Terra de Sieradz. Na segunda metade do século XVI, localizava-se no condado de Piotrków, na voivodia de Sieradz.
Foi rebaixada à categoria de vila em 31 de maio de 1870 e incorporada à comuna de Rozprza. Nos anos 1954–1972 foi a sede da gromada de Rozprza, e a partir de 1 de janeiro de 1973 da reativada comuna de Rozprza. Nos anos 1975–1998, a cidade pertenceu administrativamente à voivodia de Piotrków. Recuperou o estatuto de cidade em 1 de janeiro de 2023.
Estende-se por uma área de 4,18 km², com 1 689 habitantes, segundo o censo de 31 de dezembro de 2022, com uma densidade populacional de 404,1 hab./km².

## Toponímia
O nome Rozprza provavelmente vem da palavra “rozprza”, que significa objeto da disputa, ou “rozeprza”, que significa expansão. No primeiro caso, está associado à função judicial desempenhada pelos primeiros castelões medievais. A segunda versão do nome pode, por sua vez, estar associada ao período em que unidades territoriais opolne foram absorvidas por comunidades territoriais maiores.

## História
Os primeiros vestígios de assentamento próximo de Rozprza vêm do Mesolítico, conhecidos nos locais de Ignaców e Romanówka, no entanto, nenhuma organização territorial permanente foi estabelecida nessas áreas até o início da Idade Média.
No início do Estado dos Piastas, a Polônia central pertencia à província de Łęczyca, que por sua vez foi dividida em várias castelanias. Uma das oito castelanias da época tinha sede na cidade de Rozpierz. Esta castelania cobria uma área de aproximadamente 1 150 km² e era caracterizada por uma distribuição desigual de assentamentos − quase toda a parte sul era desabitada.
No início da Idade Média, importantes rotas comerciais passavam por Rozprza − de Gdańsk por Cracóvia para a Hungria e da Rutênia por Sieradz, Kalisz para o Ocidente. O centro em Rozprza estava localizado na orla de áreas arborizadas e em uma importante rota de transportes que ia do sul para o norte, perto da travessia de Sulejów. À semelhança de outras praças castelãs, também aqui se cobravam direitos alfandegários, cabendo a Rozprza um papel de controlador relativamente à já referida via de comunicação e passagem. Este complexo está localizado no lado leste do vale do Luciąża, no terreno das aldeias de Rozprza e Łochyńsko, ao contrário da cidade mais tarde localizada a oeste do rio.
A fortaleza em Rozprza desenvolveu-se em várias etapas. A primeira tem um quadro cronológico amplo (determinado com base na datação da cerâmica), pois abrange o período do século VI ao IX. Naquela época, havia um forte circular, destruído em circunstâncias inexplicáveis. Devido aos valores defensivos, uma nova fortaleza foi construída sobre as fortificações anteriores, que sobreviveram até meados do século X. Segundo historiadores, seu fim poderia ser selado pela ocupação dessas terras pelos polanos. Na segunda metade do século X, desenvolveu-se um sistema de assentamentos de servos, e na área da castelania de Rozpierz, estes foram: Woźniki e Piekary localizados a cerca de 15 km a noroeste de Rozprza, e assentamentos como: Bartodzieje, Cieśle e Strzelce localizados na parte superior do rio Luciąża. Na terceira etapa, a fortaleza foi totalmente reconstruída, além disso, foi cavado um fosso de 12 metros de largura e construído um aterro externo, que juntos formaram um sistema defensivo de 30 metros de largura. Nesta fase, que vai do século XI ao XIII, Rozprza já era um reduto castelão. Também data deste período a primeira menção histórica de Rozprza na falsificação de Mogilno de 1065, emitida por Boleslau, o Generoso, para o mosteiro beneditino em Mogilno, em que Rozprza é mencionada como uma fortaleza que deve pagar um tributo − 7 multas.
A importância, o desenvolvimento e a economia de Rozprza, mesmo como castelania, são mencionados na Bula de Gniezno de 1136 que estabelece tributos para o arcebispado de Gniezno. O conteúdo da bula mostra que aqui existia alfândega, estalagens, engenhos, feiras. Isso comprova o desenvolvimento de assentamentos suburbanos que prestavam serviços diretos à praça-forte, pois o mercado e as hospedarias só podiam funcionar nos subúrbios. Tanto os achados arqueológicos como as informações contidas na bula permitem concluir que a então população se dedicava à agricultura, fundição de ferro (a partir das turfas), caça e apicultura. A turbulenta história desta cidade é evidenciada por outra destruição da fortaleza no século XIII, que pode ter sido o resultado da invasão tártara em 1241 ou 1259–1260, mas não há evidências suficientes para isso. Um destino semelhante aconteceu com os assentamentos nos subúrbios. Durante a última reconstrução da fortaleza, as fortificações anteriores também foram usadas, talvez tenha ganhado uma forma cônica. A sua existência durou desde o século XIII até meados do século XIV. Naquela época, este complexo era muito mais desenvolvido do que em períodos anteriores, mas ainda tinha um caráter militar. Vestígios de um violento incêndio e elementos de armamento encontrados no topo do aterro atestam o fim da existência da praça-forte de Rozprza em condições de guerra.
A história posterior de Rozprza está ligada à fundação da cidade existente no lado oeste do vale, fundada antes de 1344. Durante os quatro séculos de sua existência, a fortaleza caiu duas vezes em chamas. Rozprza era propriedade de, entre outros, Conrado I da Mazóvia. Em 1247, foi apreendida à força por Casimiro I da Cujávia de seu irmão mais novo, Ziemomysł. Em 1263 passou para as mãos de Leszek, o Negro, duque de Sieradz. Depois dele, nos anos 1327–1339, pertenceu a Przemysław. Em 1344, Casimiro, o Grande, por ocasião da marcação de estradas para mercadores estrangeiros, estabeleceu uma alfândega real em Rozprza. O documento de venda do escritório do voivoda vem de 1372, o que é uma prova indireta de que a cidade tinha um local sob a lei Średzki antes dessa data.
A partir do século XIV, o desenvolvimento de Rozprza foi inibido devido ao crescente papel da vizinha Piotrków, que a substituiu como o principal centro administrativo nesta área. No final da Idade Média, Rozprza tornou-se uma cidade privada.
A cidade floresceu durante o reinado da dinastia jaguelônica, embora tenha perdido sua importância para a vizinha Piotrków, onde o presbitério e a sede do condado foram estabelecidos. Descoberta pelo Prof. M. Gumowski, dois brasões de cidades usados simultaneamente indicam que Rozprza era uma cidade dupla naquela época. Ambas as cidades tinham o mesmo nome, mas tinham escritórios municipais separados. Um era propriedade da nobreza, o outro era propriedade do governante.

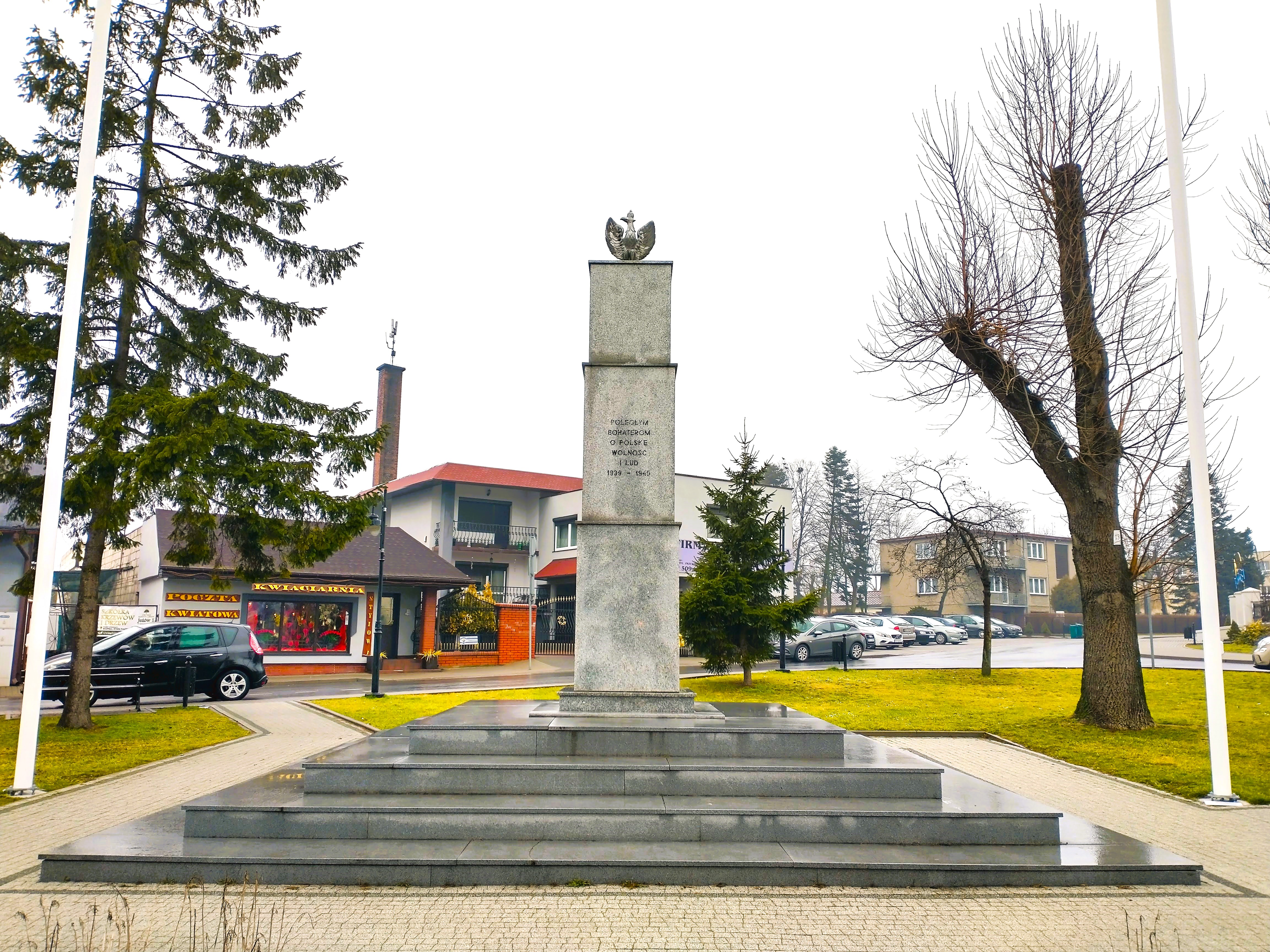
Parte da praça principal com o monumento aos mortos pela liberdade polonesa na Segunda Guerra Mundial

A queda de Rozprza foi causada pelas guerras suecas nos anos 1655–1660, a Guerra do Norte nos anos 1700–1717 e as lutas dos confederados de Bar liderados por Józef Zaremba, o proprietário de Rozprza.
No final do século XVIII, Rozprza tinha uma população de pouco mais de 300 habitantes, o que a colocava entre cidades agrícolas menores. Como resultado da Segunda Partição da Polônia, ela se viu sob o domínio prussiano. Porém, já em 1815 fez parte da Polônia do Congresso, que permaneceu sob a tutela da Rússia. Em 1870, perdeu seus direitos de cidade por decreto das autoridades czaristas em retaliação por ajudar as tropas insurgentes de Józef Oxiński.
Em 1894, a propriedade de Rozprza foi comprada por Ignacy Jan Paderewski, que rapidamente a vendeu, pois não atendia às suas expectativas.
Durante a Primeira Guerra Mundial, foi a base organizacional dos 4.º e 5.º Regimentos das Legiões. Nos anos entre guerras, era um assentamento agrícola pobre e a sede da comuna. Em 1928, foi vítima de um grande incêndio. Durante as operações militares de 1939, Rozprza foi um reduto defensivo da posição de Prudka, heroicamente defendido pelo batalhão do Capitão Eustachius Marszałek do 146.º Regimento de Infantaria. Um evento importante no desenvolvimento da área de Rozprza foi a construção da ferrovia Varsóvia-Viena em 1846–1847.
Durante a Segunda Guerra Mundial, o assentamento em Rozprza foi parcialmente destruído. Apenas sua parte oriental permaneceu.
Em 1965, para comemorar o 900.º aniversário da fundação da fortaleza de Rozprza, uma pedra comemorativa e uma placa com as datas de 1065–1965 foram colocadas no antigo assentamento.
Em 2021, por iniciativa privada, foi criado o Museu da Terra de Rozprza.

### Recuperação dos direitos de cidade (2023)
Em 5 de março de 2020, durante a sessão do Conselho Comunal, o prefeito Janusz Jędrzejczyk apresentou aos vereadores um plano para apresentar um pedido de consultas públicas sobre a recuperação dos direitos de cidade de Rozprza, enfatizando que este é um de seus compromissos eleitorais que deseja implementar. Em 2022, a cidade tomou medidas para restaurar seus direitos de cidade. A consulta pública decorreu de 28 de fevereiro a 21 de março de 2022. 2 322 pessoas de 12 107 com direito a voto participaram das consultas na comuna (participação de 19,18%). Foram 1 588 votos a favor da iniciativa (68,39%), 568 votos contra (24,46%) e 166 abstenções (7,15%). Em Rozprza, de 1 609 pessoas elegíveis, 388 votaram (a participação foi de 24,8%). Duzentos e noventa e um votos foram expressos a favor da concessão do estatuto de cidade de Rozprza (72,93% dos eleitores), 94 pessoas foram contra (23,56%) e 14 pessoas se abstiveram (3,51%). Com os votos de 12 vereadores “a favor” com 3 abstenções, o Conselho da Comuna de Rozprza, durante a sessão de 29 de março de 2022, adotou uma resolução para solicitar o estatuto de cidade para Rozprza. O pedido de concessão do estatuto de cidade foi aprovado pelo voivoda. Em 1 de janeiro de 2023, o estatuto de cidade foi restaurado.

## Esportes
Em Rozprza, há um clube de futebol municipal “GKS Czarni Rozprza” (até a década de 1980, era LZS Czarni Rozprza), fundado em 9 de agosto de 1948. Na temporada 2023/2024, joga na liga regional Łódź ZPN Classe A (grupo Piotrków Trybunalski II).
Há também o clube de voleibol LUMKS Kasztelan Rozprza.